# Meyer (efternavn)
 For alternative betydninger, se Meyer. (Se også artikler, som begynder med Meyer)
Meyer (også stavet Mejer, Meier, Maier eller Mayer) er et efternavn. Efternavnet Meyer har flere oprindelsessteder.
Stavemåden Meyer er ifølge Danmarks Statistik den mest anvendte (2.907 personer med efternavnet i 2012)
De øvrige varianter er: Meier (928 personer i 2012), Mejer (517), Mayer (54) personer, Maier (38).
Navnet har tre primære kendte oprindelsessteder:
1. Professionsefternavn A: Meyer stammer bl.a. fra det tyske sprog hvor det er en gammel betegnelse for en landmand. Mange danske "Meyer" er efterkommere af tyske bønder eller efterkommere af bønder fra Sønderjylland. I 1700 tallets Sønderjylland var det således ikke uset at børn af en landmand / husmand blev kaldt Meyer, børn af Møller blev kaldt Møller, Smed, Bødker osv.
Dette er formentlig den største kilde til de nulevende Meyers efternavne i Danmark
2. Professionsefternavn B: Særligt i Sydtyskland blev betegnelsen Meyer anvendt om en ejendomsforvalter. En stor del af disse fik endvidere tillagt yderligere et led tilnavnet som Baumeyer, Hoffmeyer osv. Det er også værd at bemærke at stavemåden Mayer er anvendt mere i det sydlige Tyskland, mens nordtyskeland har en højere koncentration af Meyer.
3. Jødisk efternavn: En tredje oprindelse til efternavnet Meyer har jødiske rødder, hvor navnet Meyer eller Meïr på hebraisk kan betyde en lærd / lærer

## Kendte med navnet Meyer
- Ernst Meyer (maler) - dansk maler (1797–1861)
- Niels I. Meyer -  dansk ingeniør (født 1930)
- Claus Meyer - dansk kok (født 1963)
- Niels Chr. Meyer, bedre kendt som Bubber - dansk tv-vært (født 1964)
- V.H. Meyer - (Apoteker og medstifter af Toms Chokolade)
- Johannes Meyer - Skuespiller (1884-1972)